# Modernismus (literatura)
Modernismus v literatuře je směr, který se začal prosazovat na konci 19. století a začátku století dvacátého, zejména v Evropě (tam spíše v próze) a Spojených státech (tam spíše v poezii). V próze je charakterizován rozbitím klasické formy realistického vyprávění, v poezii důrazem na subjekt a jeho sebevyjádření. Významným tématem je izolace jedince a hranice reality a snu. Velký vliv na rozvoj literárního modernismu měla psychoanalýza a učení filozofů, jako byli Henri Bergson a Friedrich Nietzsche.

## Představitelé a směry
Za klasiky modernismu v literatuře jsou považováni v próze zejména Franz Kafka (zejm. Proces, Zámek), James Joyce (Odysseus), Virginia Woolfová (Paní Dallowayová), Marcel Proust (Hledání ztraceného času), Robert Musil (Muž bez vlastností) a Jaroslav Hašek (Osudy dobrého vojáka Švejka za světové války). V dramatu Samuel Beckett (Čekání na Godota), Luigi Pirandello (Šest postav hledá autora), Friedrich Dürrenmatt (Návštěva staré dámy), Eugène Ionesco (Plešatá zpěvačka) a Bertolt Brecht (Matka Kuráž a její děti). V poezii Ezra Pound, Walt Whitman, Rainer Maria Rilke a Thomas Stearns Eliot. Na modernismus navazuje avantgarda, která je někdy vnímána jako jeho součást, jindy spíše jako samostatný fenomén. Pojem modernismus má vysokou míru obecnosti a rozpadá se na řadu směrů, jako jsou expresionismus, impresionismus, symbolismus, dekadence, absurdní drama či civilismus, v širším pojetí i dadaismus, futurismus a surrealismus. Za pozdní modernismus jsou někdy označováni např. představitelé francouzského nového románu. Za předchůdce modernismu, tedy představitele starších směrů, kteří určitými aspekty svého díla předjímali modernistické experimentování a subjektivismus, bývají označováni Anton Pavlovič Čechov, August Strindberg, Henrik Ibsen, Fjodor Michajlovič Dostojevskij, Gustave Flaubert, Guy de Maupassant, Charles Baudelaire, Stéphane Mallarmé, Maurice Maeterlinck či Arthur Rimbaud. U některých autorů je ovšem hranice neostrá. Vůči modernismu se programově vymezuje literární postmoderna, která se vzpurně vrací k některým klasickým vyprávěcím modelům, ale zároveň odmítá klasické realistické schéma a dilema formy často přímo reflektuje v textu (Umberto Eco, Milan Kundera aj.).

## Česká literatura
V dějinách české literatury je pojem modernismus svázán především se signatáři Manifestu české moderny (Josef Svatopluk Machar, Antonín Sova, Otokar Březina), tzv. anarchistickými buřiči (Viktor Dyk, Fráňa Šrámek, Petr Bezruč), dekadenty (Arnošt Procházka, Jiří Karásek ze Lvovic, Karel Hlaváček) a katolickou modernou (Xaver Dvořák, později Jakub Deml). Všichni tito autoři jsou však spjati spíše generačně, než stylově či tematicky.

## Další autoři spojovaní s modernismem
Guillaume Apollinaire, Tadeusz Borowski, André Breton, Michail Bulgakov, Joseph Conrad, Alfred Döblin, Edward Morgan Forster, William Faulkner, André Gide, Knut Hamsun, Ernest Hemingway, Hermann Hesse, Arthur Koestler, David Herbert Lawrence, Thomas Mann, Katherine Mansfieldová, Filippo Tommaso Marinetti, Gertrude Steinová, Italo Svevo, Anna Achmatovová, Wystan Hugh Auden, Konstantinos Kavafis, Blaise Cendrars, Robert Desnos, Paul Éluard, Odysseas Elytis, Stefan George, Max Jacob, Federico García Lorca, Wilfred Owen, Octavio Paz, Giorgos Seferis, Wallace Stevens, Dylan Thomas, Tristan Tzara, Paul Valéry, William Carlos Williams, William Butler Yeats, Edward Albee, Jean Anouilh, Antonin Artaud, Jean Genet, Alfred Jarry, Vladimir Majakovskij, Arthur Miller, Seán O'Casey, Eugene O'Neill, John Osborne, Erwin Piscator, George Bernard Shaw, John Millington Synge, Ernst Toller, Frank Wedekind, Thornton Wilder, Stanisław Ignacy Witkiewicz